# Präsident der Republik Nordmazedonien
Der Präsident der Republik Nordmazedonien ist das Staatsoberhaupt Nordmazedoniens. Er ist Teil der Exekutive des Landes und residiert in der Villa Vodno in der Hauptstadt des Landes, Skopje.
Seit dem 12. Mai 2024 ist die Rechtswissenschaftlerin Gordana Siljanovska-Davkova Staatspräsidentin der Republik.

## Wahlverfahren
Nordmazedonien ist eine parlamentarische Demokratie mit weitreichenden Aufgaben und Pflichten für den Präsidenten. Der Staatspräsident verfügt jedoch über weitaus weniger politische Macht als der Ministerpräsident. Die Präsidenten des Landes werden direkt vom Volk gewählt. Ein Kandidat kann nur in der ersten Wahlrunde gewählt werden, wenn er das Äquivalent von über 50 % der Stimmen aller registrierten Wähler erhält. In der Stichwahl gilt eine Mindestwahlbeteiligung von 40 %. Die Verfassung schreibt vor, dass der Präsident über 40 Jahre alt sein und in den letzten fünfzehn Jahren vor dem Wahltag mindestens zehn Jahre im Land gelebt haben muss. Nach der Wahl erfolgt die Benennung durch den Parlamentsvorsitzenden und die Vereidigung im Parlament. Die Amtszeit beträgt 5 Jahre.

## Die Präsidenten seit 1991
| Republik Mazedonien (1991–2019) | Republik Mazedonien (1991–2019) | Republik Mazedonien (1991–2019)                         | Republik Mazedonien (1991–2019) | Republik Mazedonien (1991–2019) | Republik Mazedonien (1991–2019) | Republik Mazedonien (1991–2019) | Republik Mazedonien (1991–2019) |
| # | Bild                            | Name                                                    | Amtsantritt                     | Amtsaustritt                    | Partei                          | Partei                          | Anmerkungen                     |
| --- | ------------------------------- | ------------------------------------------------------- | ------------------------------- | ------------------------------- | ------------------------------- | ------------------------------- | ------------------------------- |
| 1 |                                 | Kiro Gligorov Киро Глигоров                             | 27. Januar 1991                 | 19. November 1999               |                                 | SDSM                            |                                 |
| Amt vakant vom 19. November 1999 bis 15. Dezember 1999. Die Amtsgeschäfte übernahm kommissarisch Parlamentspräsident Savo Klimovski. |                                 |                                                         |                                 |                                 |                                 |                                 |                                 |
| 2 |                                 | Boris Trajkovski Борис Трајковски                       | 15. Dezember 1999               | 26. Februar 2004                |                                 | VMRO-DPMNE                      | tödlich verunglückt             |
| Amt vakant vom 26. Februar 2004 bis 12. Mai 2004. Die Amtsgeschäfte übernahm kommissarisch Parlamentspräsident Ljupčo Jordanovski.   |                                 |                                                         |                                 |                                 |                                 |                                 |                                 |
| 3 |                                 | Branko Crvenkovski Бранко Црвенковски                   | 12. Mai 2004                    | 12. Mai 2009                    |                                 | SDSM                            |                                 |
| 4 |                                 | Gjorge Ivanov Ѓорге Иванов                              | 12. Mai 2009                    | 12. Februar 2019                |                                 | VMRO-DPMNE                      |                                 |
| Republik Nordmazedonien (seit 2019)                                                                                                  |                                 |                                                         |                                 |                                 |                                 |                                 |                                 |
| (4) |                                 | Gjorge Ivanov Ѓорге Иванов                              | 12. Februar 2019                | 12. Mai 2019                    |                                 | VMRO-DPMNE                      |                                 |
| 5 |                                 | Stevo Pendarovski Стево Пендаровски                     | 12. Mai 2019                    | 12. Mai 2024                    |                                 | SDSM                            |                                 |
| 6 |                                 | Gordana Siljanovska-Davkova Гордана Силјановска-Давкова | seit dem 12. Mai 2024           | amtierend                       |                                 | VMRO-DPMNE                      |                                 |